# HEXACOモデル

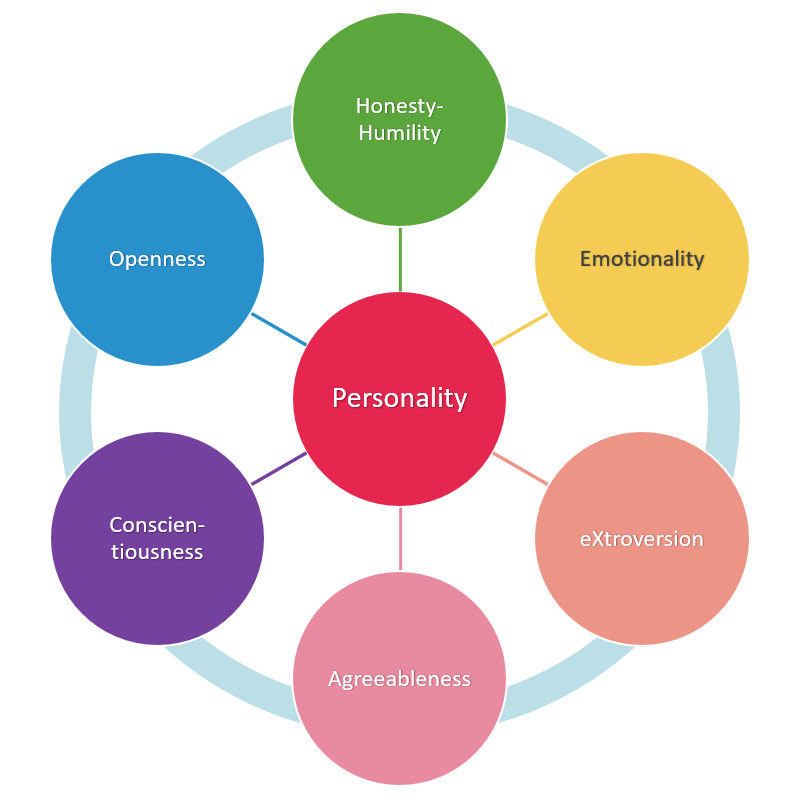
HEXACOモデルの6つの次元

HEXACOモデル（英: HEXACO model of personality structure）は、マイケル・C．アシュトンとキベオム・リーによって作成され、彼らの著書『パーソナリティのHファクター』で説明された、人間の人格を6つの次元で表す人格構造モデルである。

## 概要
このモデルは、ヨーロッパやアジアのいくつかの言語に関する一連の語彙的研究の結果に基づいている。6つの要因、すなわち次元は、正直さ-謙虚さ（H）、情動性（E）、外向性（X）、協調性（A）、誠実性（C）、開放性（O）である。各要因は、要因の高低を示す特徴を持つ特性で構成されている。HEXACOモデルは、他の特性分類法と同様の方法で開発され、コスタとマクレーやゴールドバーグの研究に基づいている。したがって、このモデルは他の特性モデルといくつかの共通点を共有している。しかし、HEXACOモデルは、正直さ-謙虚さという次元が追加されたことによって主に独自性を持っている。

## パーソナリティのHEXACOモデル

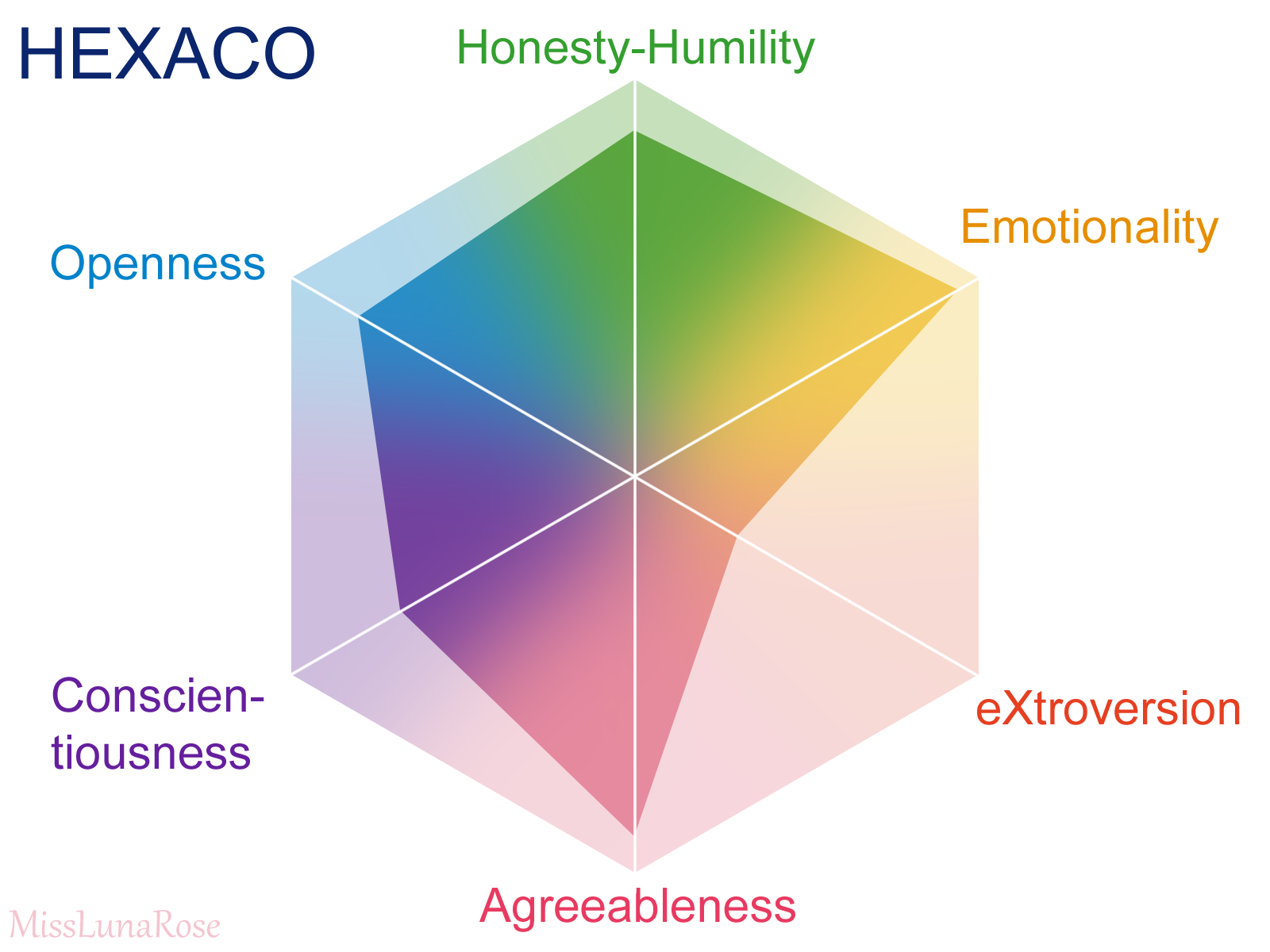
若い女性のHEXACOモデルの各次元のスコアを視覚化したもの

HEXACO性格モデルは、人間の性格を6つの次元で概念化するモデルである。
HEXACOモデルは、以前の独立した語彙研究から発展したものである。性格特性に関する言語に基づく分類法は、性格モデルを開発する方法として広く用いられている。この方法は、個人の行動や傾向を記述する言語に見られる形容詞を用いて、性格特性の独立したグループの最小セットを特定するために因子分析を用いるという、語彙仮説の論理に基づいている。
上記の語彙仮説に基づく研究は、最初は英語で行われた。その後、他の言語で語彙研究が行われ、その結果を比較すると、英語を含むすべてのテストされた言語で同様の形で現れた6つの因子が明らかになった。
性格は、自己申告尺度や観察者申告尺度を用いて評価されることが多い。6つの因子は、各因子のレベルについて個人を評定するように設計された一連の質問を通して測定される。アシュトンとリーは、HEXACO性格尺度改訂版（HEXACO-PI-R）という自己申告尺度と観察者申告尺度を開発した。HEXACO-PI-Rは、それぞれが4つの「ファセット」（より狭い性格特性）からなる6つの広いHEXACO性格因子を評価する（追加的な25番目の狭いファセットである利他主義も含まれており、正直さ-謙虚さ、情動性、協調性の因子の混合物を表す）。
6つの因子とそのファセット、およびこれら6つのグループに通常属する性格記述的形容詞は以下の通りである：
- 正直さ-謙虚さ (H):
  - ファセット: 誠実さ、公平さ、欲求対処、謙虚さ
  - 表現用語: {誠実、まじめ、忠実、義理堅い、控え目、でしゃばらない、公平、倫理的} 対 {狡猾、欺瞞的、欲張り、気取った、偽善的、自慢げ、尊大、自惚れた、自己中心的}

- 情動性 (E):
  - ファセット: 恐怖心、不安、依存、感傷的
  - 表現用語: {感情的、神経過敏、感傷的、怖がり、心配性、神経質、傷つきやすい、依存的} 対 {タフ、大胆不敵、無感情、独立心が強い、自己主張が強い、無愛想、鈍感}

- 外向性 (X):
  - ファセット: 社会的自尊心、社会的胆力、社交性、活気
  - 表現用語: {活動的、陽気な、外交的、社交的、おしゃべり、明るい、活発、遠慮なく言う、自信満々} 対 {シャイ、受動的、引っ込み思案、内向的、静か、控え目、抑制的、陰気臭い}

- 協調性（A）:
  - ファセット: 寛容さ、優しさ、柔軟性、忍耐力
  - 表現用語: {忍耐強い、寛容、平和的、穏やか、協調的、寛大、優しい、とがめ立てしない} 対 {機嫌の悪い、けんかっ早い、頑固、癇癪持ち、短気、強情、ぶっきらぼう}

- 誠実性 (C):
  - ファセット: 規則正しさ、勤勉さ、完璧主義、慎重さ
  - 表現用語: {規則正しい、自制心がある、勤勉、効率的、慎重、徹底的、正確、完璧主義者} 対 {ずさん、おろそか、向こう見ず、怠け者、無責任、ぼんやりした、だらしない}

- 開放性 (O):
  - ファセット: 美的鑑賞、探究心、創造性、型破り
  - 表現用語: {知的、クリエイティブ、型破り、想像力豊か、革新的、複雑、計り知れない、詮索好き、哲学的} 対 {浅はか、単純、想像力に欠ける、ありきたり、閉鎖的}

## 歴史と発展
HEXACO性格モデルは、2000年に初期の開発が始まったモデルである。このモデルは、NEO-PIで扱われたビッグファイブ因子など、以前に用いられた性格モデルから派生したものである。ビッグファイブ性格特性（誠実性、協調性、開放性、神経症傾向、外向性）は、性格に関する以前の語彙研究の結果であり、1980年代に普及した。しかし、英語だけでなく他の多くの言語で同様の語彙研究が行われたとき、正直さ-謙虚さと呼ばれる第6の因子が現れた。新しい語彙研究が行われた他の言語には、オランダ語、フランス語、韓国語、ポーランド語、クロアチア語、フィリピン語、ギリシャ語、ドイツ語、イタリア語、ハンガリー語、トルコ語などがある。さらに、他の言語での語彙研究では、元のビッグファイブモデルが示唆したものとは異なる情動性と協調性のファセットが明らかになった。今日では、HEXACOモデルは広く用いられる性格モデルとなっている。

## 「ビッグファイブ」性格因子との関係
現在、最も広く用いられている性格構造のモデルも、性格記述形容詞の分析に基づいている。このモデルは、ビッグファイブとして知られる5つの性格因子からなる。ビッグファイブの3つの因子は、HEXACOモデルの外向性、誠実性、開放性と似ている。残りの2つのビッグファイブの因子は、協調性と神経症傾向（後者の反対極は情緒安定性と呼ばれる）という名前であり、HEXACOモデルの協調性と情動性に似ているが、因子の内容にはいくつかの違いがある。HEXACOモデルの協調性と情動性は、ビッグファイブの対応する因子の回転した変形である。例えば、短気な特徴は、ビッグファイブの枠組みでは神経症傾向や低い情緒安定性に関連しているが、HEXACOモデルでは低い協調性に関連している。したがって、ビッグファイブの協調性とHEXACOの協調性は同一ではない。ビッグファイブの因子には正直さ-謙虚さという因子は含まれていないが、正直さ-謙虚さに属する特性の一部はビッグファイブの協調性に組み込まれている。以前の研究ではビッグファイブの因子しか見つからなかったが、より多くの形容詞を用いた英語を含むさまざまな言語で行われた最近の研究では、上記のように6つの因子が見出された。HEXACOモデルの4つの因子（正直さ-謙虚さと情動性を除く）の名前は、ビッグファイブの因子に対する既存のラベルから採用された。因子名は、各因子内の特徴の共通した意味に基づいて選択された。しかし、他の研究では、ビッグファイブとHEXACOを比較している。

## HEXACOモデルに関連する研究

### 協調性、正直さ-謙虚さ、情動性の理論的基礎
HEXACOモデルは、協調性、正直さ-謙虚さ、情動性という次元にある行動や特徴に特に関心がある場合に、研究でよく用いられる。協調性、正直さ-謙虚さ、情動性という因子は、ビッグファイブモデル（FFM）の対応する因子とは明らかに異なっている。協調性、正直さ-謙虚さ、情動性は、利他的な行動と敵対的な行動の尺度として提案されている。協調性と正直さ-謙虚さは、互恵的利他主義の異なる側面を測定しており、その高いレベルは、他者の搾取ではなく、助け合いや協力の傾向を示す。正直さ-謙虚さという因子は、人の利他的な社会的行動の傾向を表しており、協調性は個人の許す傾向や寛容さを示している。情動性は親族利他主義の尺度であり、つまり、親族に対する共感や愛着を示す傾向である。

### 正直さ-謙虚さとダークトライアド
正直さ-謙虚さという因子は、倫理的あるいは利他的な行動の尺度として様々な研究で用いられている（詳細はアシュトンとリー（2008）を参照）。正直さ-謙虚さという因子の低いレベルは、物質主義や不正なビジネス行為や逸脱した性行動の高いレベルと関連している。正直さ-謙虚さという因子は、不正なビジネス行為への支持や、健康や安全に対するリスク（同僚に対しても）を取る度合いを予測することがわかっている。正直さ-謙虚さという因子が低い個人は、反社会的な行為への傾向があるかもしれない。個人がどのような反社会的な行為を犯す可能性があるかは、HEXACOモデルの他の因子に沿った個人の性格プロフィールと関係しているかもしれない。例えば、正直さ-謙虚さと誠実性と協調性が低い人は、職場で非行に走りやすいである。
性格のダークトライアドとは、精神病質、マキャベリズム、ナルシシズムという3つの性格を指す。精神病質は、無慈悲さ、反社会性、利己性といった特徴で識別される。マキャベリズムは、自分の欲求を満たすために他者を操作する利己性で構成される。ナルシシズムも利己性として定義されるが、自分を周囲の人々よりも重要視するという点で異なる。しかし、これらの構成要素は、一般的な五因子モデルの性格では十分に表現されていないと言われている。ダークトライアドは、正直さ-謙虚さ（誠実、忠実、忠誠心など）の反対極として概念化されることがある。つまり、正直さ-謙虚さのレベルが低いことは、精神病質、マキャベリズム、ナルシシズムのレベルが高いことに対応するということである。ダークトライアドの性格構成要素は、Big Five Inventoryでは不愛想さとしか相関しない傾向があり、五因子モデルの尺度では一貫して表現されない。そのため、多くの研究者は、ダークトライアドの次元に沿って特徴や行動を示す個人の性格特性をより詳細に理解するためにHEXACOモデルを用いているのである。

### ACT行動スキルフレームワーク

性格・感情・行動の地図による二次元で視覚化されたHEXACOの次元

行動スキルフレームワーク（BSF）は、教育や職場で成功するための知識やスキルを構築することに焦点を当てるために、ACT委員会によって開発されたものである。このフレームワークは、HEXACOの6つの特性を基に構成されているが、それらを直接複製するのではなく、性格の階層構造を強調しているのである。

### 二次元の可視化
HEXACO性格モデルの次元は、性格・感情・行動の地図というツールを使って二次元に視覚化されている。HEXACOの各次元を表す形容詞は、地図の二つの直交する次元である連帯性と支配性によって採点される。採点された点は、二次元のカーネル密度プロットを使って視覚化される。6つのプロットに描かれたベクトルは、地図の二つの次元で表現されたHEXACOの次元を表しているである。

## 生涯を通じたHEXACO形質の効果

### 社会的行動
第6因子の追加と協調性と情動性の回転により、利他的行動が少ない基準に基づいて行動を検討し予測することが可能になる。HEXACOモデルを用いた研究では、協調性と正直さ-謙虚さの間の関係が利他的で倫理的な行動を支持するという結果が得られている。ある研究では、正直さ-謙虚さのレベルと復讐への支持の間に有意な関係があることが示されたが、別の研究では、協調性のレベルが許す傾向と関係していることが示されたである。

### 創造性
正直さ-謙虚さのレベルは、創造性のレベルとも関係していることがわかっている。具体的には、正直さ-謙虚さのレベルが低いと、自己申告した創造性のレベルが高いという関係が見られた。しかし、創造性と協調性の間には関係がないことがわかったである。

### リスクテイク
HEXACOモデルを用いたさらなる研究では、その様々な領域とリスクテイク行動のスコアとの関係を検討している。ある研究では、情動性のレベルはリスクの認知と関係していた。誠実性のレベルは利益の認知と関係していた。一方、開放性と正直さ-謙虚さは、それぞれ社会的リスクテイクと健康・安全に関するリスクテイクを予測していたである。

### セクシュアリティ
HEXACOモデルは、性的な行動や態度に関する研究にも用いられている。その中には、誘惑的な行動や感情的な関係なしに性的活動を支持することと、情動性や正直さ-謙虚さとの関連が含まれる。また、正直さ-謙虚さのレベルは、恋愛関係でパートナーに忠実であることと関連していた。HEXACOモデルを用いた他の研究トピックには、宗教性、偏見、倫理的意思決定、学業成績、政治的態度・行動などがあるである。

### 教育
研究によると、HEXACOモデルの正直さ-謙虚さと誠実性という要因は、大学生の非生産的な学生行動を予測するのに有用であることがわかっている。誠実性は、学業成績との関連性において、6つの要因の中で最も一貫性のある特性であるかもしれないである。

### 認知能力
メタ分析の研究によると、開放性は知能と小さな正の相関を持ち、情動性は知能と小さな負の相関を持つことが示されている。開放性のファセットの中では、好奇心や型破りさに関連したものが知能との最も強い相関を示し、それに対して創造性や美的鑑賞は相関が弱い。情動性のファセットの中では、恐怖心が知能との最も強い負の相関を示した。HEXACOの他の領域である正直さ-謙虚さなどは、知能と無相関であるように見えるが、ファセットレベルではいくつかの差異的な相関がある。特に、誠実性のファセットでは、構造や秩序を好むこと（「組織性」）が知能と小さな負の相関を持ち、一方で慎重さは知能と小さな正の相関を持っていたである。

### 就業
HEXACOモデルと仕事の満足度との間には、特に外向性という特性で、強い意味のある関連が示されている。また、HEXACOの中でも主に正直さ-謙虚さという特性と、セクシュアルハラスメントや倫理に反する意思決定、非生産的な職務行動などの否定的な職場行動との関係が示唆されている。
情動性という要因を除けば、他の5つのHEXACO要因と組織市民行動（OCB）との間には強い相関が見られた。全体として、HEXACOの特性は、より広い6つの特徴よりもOCBの予測に優れており、勤勉さ（誠実性）、活気や社交性（外向性）、公平さ（正直さ-謙虚さ）などの側面が最も良い予測因子であることが示されているである。

### 環境保護意識・行動
研究によると、個人の性格の違いは環境保護意識の形成に役割を果たしており、HEXACOの特性は、環境に良い影響を与えるとされる態度や行動（プロ環境的な態度や行動と呼ばれる）を採用する可能性が高い人を予測することが示されている。正直さ-謙虚さと開放性という特性は、プロ環境的な態度や行動の最も強い予測因子であることがわかっているである。

### 心理的・主観的幸福感
HEXACOの特性やファセットは、自己申告による心理的・主観的な幸福感を予測することが示されている。外向性は幸福感の最大の予測因子であり、誠実性がそれに続いている。外向性のファセットである活気と自尊心は幸福感との正の相関が最も高く、情動性のファセットである不安は幸福感との負の相関が最も高い。ビッグファイブモデルでは、神経症傾向が幸福感の最良の予測因子であるが、HEXACOの情動性と密接に関係しているにもかかわらず、両者の特徴にはわずかな違いがあるため、情動性はビッグファイブの神経症傾向ほど幸福感の良い予測因子ではないである。

## 批判と限界
HEXACO性格モデルは、性格を特性に基づいて分類するモデルである。そのため、このモデルの批判や限界は、他の特性に基づく尺度（ビッグファイブの批判の節を参照）と同様のものである。特性に基づく尺度は、HEXACOモデルを含めて、通常は因子分析に依存している。残念ながら、因子分析は必ずしも再現可能な結果を保証するものではない。因子分析によって作られたモデルは、サンプル間で異なることがあり、その要因としては、（i）研究者が尺度をどのように整理するか（例えば、一極的な評価と二極的な評価を使うかどうか）、（ii）分析に含まれる評価や変数の量がある。
デ・ラードらは、文化を超えて完全に再現された（すなわち、すべての分析で現れた）性格特性は3つしかない（外向性、協調性、誠実性）と主張している。これらの著者は、3つの特性を超えると、因子の指標が信頼できなくなると主張している。さらに、HEXACOモデルの普遍性に関する主張は慎重に考えるべきであると主張している。なぜなら、多くの言語や文化ではまだ適切な性格特性の研究で評価されていないからである。さらに、正直さ-謙虚さという次元は常に一貫して再現されるわけではない。過去のいくつかの研究では、一貫しない第6の因子（例えば、快楽主義-自発性）が見出されたことがあるし、他の研究では6つ以上の因子が存在する可能性が示唆されたことがある。上記の批判はHEXACOモデルに固有のものではなく、ビッグファイブモデルの性格の第5因子の正体に関しては、特に文化間で大きな議論があったことを考えれば当然である。
HEXACOモデルを用いた多くの研究は、協調性、情動性、正直さ-謙虚さという次元の有用性を支持している。しかし、HEXACOモデルがあらゆる状況でより良い性格のツールであるというわけではないかもしれない。HEXACOモデルと正直さ-謙虚さという次元を含む修正された五因子モデルとを比較したとき、HEXACOモデルの予測能力は、修正されたFFM（五因子モデル）といくつかの場合に類似していた。著者らはさらに、予測変数が概念的に正直さ-謙虚さという因子に関連している場合、HEXACOモデルには利点があるかもしれないと認めている。そして、多くの場合、修正されたFFM-プラス-正直さ-謙虚さモデルは類似した結果をもたらしたと述べている。